# Happy, happy
Happy, happy (tytuł oryg. Sykt lykkelig) – norweski komediodramat z 2010 roku w reżyserii Anne Sewitsky.
Film został wyselekcjonowany jako oficjalny kandydat Norwegii do Oscara dla najlepszego filmu nieanglojęzycznego podczas 84. ceremonii wręczenia Oscarów. Podczas Sundance Film Festival 2011 otrzymał Główną Nagrodę Jury w kategorii Najlepszy dramat zagraniczny.

## Opis fabuły
Kaja i Erik są małżeństwem. Kaja nosi serce na dłoni i duszę na ramieniu. Erik odkrywa siebie jednak tylko na tyle, na ile musi, żeby mieć święty spokój. Zdaje się, że kiedyś się kochali. Teraz łączy ich tylko syn. Mimo wszystko Kaja stara się przyjmować życie takim, jakie jest. Jednak, gdy pewnego dnia obok wprowadzają się nowi sąsiedzi, zaczyna się zmieniać. Marzy o tym, by mieć taką właśnie rodzinę.

## Obsada
- Agnes Kittelsen jako Kaja
- Henrik Rafaelsen jako Sigve
- Joachim Rafaelsen jako Erik
- Maibritt Saerens jako Elisabeth
- Oskar Hernæs Brandsø jako Theodor
- Ram Shihab Ebedy jako Noa

i inni